# Miss Alagoas
Miss Alagoas (ou Miss Universe Alagoas) é uma competição de beleza feminina de nível estadual, realizada anualmente e que tem por objetivo, selecionar a melhor representante alagoana para a etapa nacional de Miss Brasil, válido para o Miss Universo. O Estado nunca ganhou o certame nacional, o mais próximo que os alagoanos chegaram do título foi em 2024 quando Gabriele Marinho parou na segunda colocação. Atualmente a coordenação regional fica a cargo da própria organização nacional.

## Histórico

### Tabela de Classificação
A performance das alagoanas no Miss Brasil:
| Posição       | Performance |
| ------------- | ----------- |
| Miss Brasil   |             |
| 2º. Lugar     | 1           |
| 3º. Lugar     |             |
| 4º. Lugar     |             |
| 5º. Lugar     |             |
| Finalista     | 2           |
| Semifinalista | 6           |
| Total         | 9           |

### Premiações Especiais
- Miss Elegância: Bertini Motta (1955)

### Edições
- Miss Alagoas 2013

- Miss Alagoas 2014

- Miss Alagoas 2015

- Miss Alagoas 2016

- Miss Alagoas 2017

### Coordenadores
Já estiveram à frente do concurso alagoano:
- de 2005 a 2009: Paulo Sérgio Magalhães (Colunista social). [1]

- de 2010 a 2015: Márcio Mattos (Produtor de eventos). [2]

- de 2016 a 2017: Karina Ades (da Organização Miss Brasil Be Emotion).

- de 2018 a 2019: Maria Fernanda Schiavo (Empresária) [3]

- em 2021: Marthina Brandt (da Organização Miss Universo Brasil).

- em 2023: Carolina Borsatto (Empresária).

- em 2024: Fellipe Jhonatas Mendes (Empresário do ramo artístico).

- em 2025: Dominique Silva (Produtor de eventos).

## Vencedoras
- A Miss Alagoas tornou-se Miss Brasil.
- A Miss Alagoas renunciou ao título estadual.

| Ano  | Participação                                            | Vencedoras                                              | Representação                                           | Colocação                                               | Ref.                                                    |
| ---- | ------------------------------------------------------- | ------------------------------------------------------- | ------------------------------------------------------- | ------------------------------------------------------- | ------------------------------------------------------- |
| 2025 | 66ª                                                     | Hellyen Fusco                                           | Maceió                                                  |                                                         | [ 4 ]                                                   |
| 2024 | 65ª                                                     | Gabriele Marinho                                        | Maceió                                                  | 2°. Lugar                                               | [ 5 ]                                                   |
| 2023 | 64ª                                                     | Ruthy Raphaella                                         | Taquarana                                               | Semifinalista (Top 16)                                  | [ 6 ]                                                   |
| 2022 | O Estado não esteve representado na disputa deste ano.  | O Estado não esteve representado na disputa deste ano.  | O Estado não esteve representado na disputa deste ano.  | O Estado não esteve representado na disputa deste ano.  | O Estado não esteve representado na disputa deste ano.  |
| 2021 | 63ª                                                     | Rafaela Barbosa                                         | Arapiraca                                               |                                                         | [ 7 ]                                                   |
| 2020 | A Miss Brasil foi indicada, portanto não houve disputa. | A Miss Brasil foi indicada, portanto não houve disputa. | A Miss Brasil foi indicada, portanto não houve disputa. | A Miss Brasil foi indicada, portanto não houve disputa. | A Miss Brasil foi indicada, portanto não houve disputa. |
| 2019 | 62ª                                                     | Raíssa Souza                                            | Rio Largo                                               |                                                         | [ 8 ]                                                   |
| 2018 | 61ª                                                     | Isabella Burgui                                         | Maceió                                                  | Finalista (Top 05)                                      | [ 9 ]                                                   |
| 2017 | 60ª                                                     | Nathália Pastoura                                       | Santana do Ipanema                                      | Semifinalista (Top 10)                                  | [ 10 ]                                                  |
| 2016 | 59ª                                                     | Gabriele Marinho Barbosa                                | Maceió                                                  | Finalista (Top 05)                                      | [ 11 ]                                                  |
| 2015 | 58ª                                                     | Camila Leão de Lima Campêlo                             | Maceió                                                  |                                                         | [ 12 ]                                                  |
| 2014 | 57ª                                                     | Aline Karla Ferreira de Macêdo                          | Arapiraca                                               |                                                         | [ 13 ]                                                  |
| 2013 | 56ª                                                     | Nicole Camila Verçosa Rosa                              | Barra de São Miguel                                     |                                                         | [ 14 ]                                                  |
| 2012 | 55ª                                                     | Marina Dantas Rijo Valoura                              | Roteiro                                                 |                                                         | [ 15 ]                                                  |
| 2011 | 54ª                                                     | Stéfanie Marques Carvalho                               | Piranhas                                                |                                                         | [ 16 ]                                                  |
| 2010 | 53ª                                                     | Juliana Accioli Guimarães                               | Faculdade de Maceió                                     |                                                         | [ 17 ]                                                  |
| 2009 | 52ª                                                     | Ana Carolina Morais                                     | Verdes Mares Distribuidora                              | Não disputou. Assumiu.                                  | [ 18 ]                                                  |
| 2009 |                                                         | Kamyla Brandão Moura                                    | Viçosa                                                  | [ nota 1 ]                                              | [ 18 ]                                                  |
| 2008 | 51ª                                                     | Williana Graziella Siqueira                             | Viçosa                                                  |                                                         | [ 19 ]                                                  |
| 2007 | 50ª                                                     | Camilla Reis Cavalcanti Góis                            | Agência Styllos                                         |                                                         | [ 20 ]                                                  |
| 2006 | 49ª                                                     | Tatiane Maria Bezerra Terêncio                          | Revista Destaque                                        |                                                         | [ 21 ]                                                  |
| 2005 | 48ª                                                     | Aline Roberta Serafim da Rocha                          | Verdes Mares Distribuidora                              |                                                         | [ 22 ]                                                  |
| 2004 | 47ª                                                     | Fernanda Scorsatto Dorigon                              |                                                         | Semifinalista (Top 10)                                  | [ 23 ]                                                  |
| 2003 | 46ª                                                     | Danielle Nascimento Santos                              |                                                         |                                                         | —                                                       |
| 2002 | 45ª                                                     | Érika Catarina de Amorim                                |                                                         |                                                         | —                                                       |
| 2001 | 44ª                                                     | Aline Canedo Souza                                      |                                                         |                                                         | —                                                       |
| 2000 | 43ª                                                     | Simonne Luz Menezes                                     |                                                         |                                                         | —                                                       |
| 1999 | 42ª                                                     | Elena Cristina da Silva                                 |                                                         |                                                         | —                                                       |
| 1998 | 41ª                                                     | Juliana Tenório Peixoto                                 |                                                         |                                                         | —                                                       |
| 1997 | 40ª                                                     | Danyelly Velozo de Melo                                 |                                                         |                                                         | —                                                       |
| 1996 | 39ª                                                     | Isabel Cristina Gonçalves                               |                                                         |                                                         | —                                                       |
| 1995 | 38ª                                                     | Tatiani Garcez Brigagão                                 |                                                         | Semifinalista (Top 10)                                  | —                                                       |
| 1994 | 37ª                                                     | Adriana Amaral Coelho                                   |                                                         |                                                         | —                                                       |
| 1993 | A Miss Brasil foi indicada, portanto não houve disputa. | A Miss Brasil foi indicada, portanto não houve disputa. | A Miss Brasil foi indicada, portanto não houve disputa. | A Miss Brasil foi indicada, portanto não houve disputa. | —                                                       |
| 1992 | 36ª                                                     | Patricia Bani                                           |                                                         |                                                         | —                                                       |
| 1991 | O Estado não enviou candidata ao Miss Brasil 1991.      | O Estado não enviou candidata ao Miss Brasil 1991.      | O Estado não enviou candidata ao Miss Brasil 1991.      | O Estado não enviou candidata ao Miss Brasil 1991.      | —                                                       |
| 1990 | Não houve disputa nacional de Miss Brasil em 1990.      | Não houve disputa nacional de Miss Brasil em 1990.      | Não houve disputa nacional de Miss Brasil em 1990.      | Não houve disputa nacional de Miss Brasil em 1990.      | —                                                       |
| 1989 | 35ª                                                     | Karina Padilha Rebelo                                   | Viçosa                                                  |                                                         | —                                                       |
| 1988 | 34ª                                                     | Girleide Costa Campêlo                                  |                                                         |                                                         | —                                                       |
| 1987 | 33ª                                                     | Mosaly Rodrigues Brasileiro                             | Palmeira dos Índios                                     |                                                         | —                                                       |
| 1986 | 32ª                                                     | Vera Ítala Leão Rêgo Arruda                             | Palmeira dos Índios                                     |                                                         | —                                                       |
| 1985 | 31ª                                                     | Viviane Elizabeth Lundgren                              |                                                         |                                                         | —                                                       |
| 1984 | 30ª                                                     | Mônica Márcia Mendonça                                  |                                                         |                                                         | —                                                       |
| 1983 | 29ª                                                     | Eveline Braga Santos                                    | Clube Fênix Alagoana                                    | Semifinalista (Top 12)                                  | —                                                       |
| 1982 | 28ª                                                     | Sílvia Vicente da Silva                                 | Arapiraca                                               |                                                         | —                                                       |
| 1981 | 27ª                                                     | Sandra Lobo Pauferro                                    | Penedo                                                  | Semifinalista (Top 12)                                  | —                                                       |
| 1980 | 26ª                                                     | Alda Torres Tenório                                     | São Miguel dos Campos                                   |                                                         | —                                                       |
| 1979 | 25ª                                                     | Walmair Novais Santos                                   | Arapiraca                                               |                                                         | —                                                       |
| 1978 | 24ª                                                     | Valdelice Pereira Marinho                               | Associação Atlética Banco do Brasil                     |                                                         | —                                                       |
| 1977 | 23ª                                                     | Célia Maria Neto Costa                                  | Jaraguá Tênis Clube                                     |                                                         | —                                                       |
| 1976 | 22ª                                                     | Ana Cristina Menezes                                    |                                                         |                                                         | —                                                       |
| 1975 | 21ª                                                     | Roseana Porto Farias                                    |                                                         |                                                         | —                                                       |
| 1974 | 20ª                                                     | Maria de Fátima Silva                                   |                                                         |                                                         | —                                                       |
| 1973 | 19ª                                                     | Márcia Andrada Tenório                                  | Casa dos Universitários de Alagoas                      |                                                         | —                                                       |
| 1972 | 18ª                                                     | Maria do Rosário Lerner                                 | Penedo                                                  |                                                         | —                                                       |
| 1971 | 17ª                                                     | Ednar César Cerqueira                                   | São Miguel dos Campos                                   |                                                         | —                                                       |
| 1970 | 16ª                                                     | Maria Líbia Jucá Mafra                                  | Lions Clube de Maceió                                   |                                                         | —                                                       |
| 1969 | 15ª                                                     | Vera Lúcia Henriques                                    | Rio Largo                                               |                                                         | —                                                       |
| 1968 | 14ª                                                     | Cláudia Virgínia Martins                                | Clube de Regatas Brasil                                 |                                                         | —                                                       |
| 1967 | 13ª                                                     | Maria de Lourdes Barros                                 | Arapiraca                                               |                                                         | —                                                       |
| 1966 | 12ª                                                     | Kátia da Silva Malta                                    | Iate Clube Pajussara                                    |                                                         | —                                                       |
| 1965 | 11ª                                                     | Mary Grace Bandeira                                     | Iate Clube Pajussara                                    |                                                         | —                                                       |
| 1964 | 10ª                                                     | Teresinha Granja                                        | Rio Largo                                               |                                                         | —                                                       |
| 1963 | 9ª                                                      | Terezinha Binas                                         | União dos Palmares                                      |                                                         | —                                                       |
| 1962 | 8ª                                                      | Salete Mendonça                                         |                                                         |                                                         | —                                                       |
| 1961 | 7ª                                                      | Carmen Mascarenhas                                      | Jaraguá Tênis Clube                                     |                                                         | —                                                       |
| 1960 | 6ª                                                      | Lunalva Lamenha                                         | Casa dos Universitários de Alagoas                      |                                                         | —                                                       |
| 1959 | 5ª                                                      | Lydia Anny Kunnz                                        | Iate Clube Pajussara                                    |                                                         | —                                                       |
| 1958 | 4ª                                                      | Noélia Cavalcanti                                       | Iate Clube Pajussara                                    |                                                         | —                                                       |
| 1957 | 3ª                                                      | Rosa Lúcia Pachêco                                      | Associação Atlética Banco do Brasil                     |                                                         | —                                                       |
| 1956 | 2ª                                                      | Maria Teresa Mello                                      | Associação Teatral das Alagoas                          |                                                         | —                                                       |
| 1955 | 1ª                                                      | Bertini Motta                                           | Clube de Regatas Brasil                                 |                                                         | [ 24 ]                                                  |

### Observações
1. Não são naturalmente de Alagoas as misses:
  1. Tatiane Terêncio (2006) nasceu em Salgueiro, PE.
  2. Fernanda Dorigon (2004) nasceu em Veranópolis, RS.
  3. Nathália Pastoura (2017) nasceu em Santo André, SP.
  4. Isabella Burgui (2018) nasceu em São Paulo, SP.
  5. Hellyen Fusco (2025) nasceu em São Paulo, SP.